# Next to Me (Emeli Sandé)
"Next to Me" is een nummer van de Schotse zangeres Emeli Sandé. Het nummer werd uitgebracht op haar debuutalbum Our Version of Events uit 2012. Op 10 februari van dat jaar werd het nummer uitgebracht als de derde single van het album.

## Achtergrond
"Next to Me" is geschreven door Sandé, Hugo Chegwin, Harry Craze en Anup Paul en geproduceerd door Craze & Hoax en Mojam Music. Het nummer is geschreven in A-mineur, terwijl het refrein wisselt tussen A-mineur, C en G. Het werd uitgebracht als single en betekende de doorbraak van Sandé buiten het Verenigd Koninkrijk. In haar thuisland bereikte het de tweede plaats in de UK Singles Chart, terwijl het in Ierland en Schotland een nummer 1-hit werd. Het werd haar eerste hitnotering in de Amerikaanse Billboard Hot 100, waar het tot plaats 25 kwam. Daarnaast werd in Colombia, Finland, Hongarije, Israël, Nieuw-Zeeland, Polen en Tsjechië de top 10 bereikt. In Nederland kwam de single tot respectievelijk de derde en vierde plaats in de Top 40 en de Single Top 100, terwijl het in Vlaanderen plaats 21 in de Ultratop 50 haalde.

## Hitnoteringen

### Nederlandse Top 40
| Hitnotering: 25-02-2012 t/m 28-07-2012 | Hitnotering: 25-02-2012 t/m 28-07-2012 | Hitnotering: 25-02-2012 t/m 28-07-2012 | Hitnotering: 25-02-2012 t/m 28-07-2012 | Hitnotering: 25-02-2012 t/m 28-07-2012 | Hitnotering: 25-02-2012 t/m 28-07-2012 | Hitnotering: 25-02-2012 t/m 28-07-2012 | Hitnotering: 25-02-2012 t/m 28-07-2012 | Hitnotering: 25-02-2012 t/m 28-07-2012 | Hitnotering: 25-02-2012 t/m 28-07-2012 | Hitnotering: 25-02-2012 t/m 28-07-2012 | Hitnotering: 25-02-2012 t/m 28-07-2012 | Hitnotering: 25-02-2012 t/m 28-07-2012 |
| Week                                   | 1                                      | 2                                      | 3                                      | 4                                      | 5                                      | 6                                      | 7                                      | 8                                      | 9                                      | 10                                     | 11                                     | 12                                     |
| -------------------------------------- | -------------------------------------- | -------------------------------------- | -------------------------------------- | -------------------------------------- | -------------------------------------- | -------------------------------------- | -------------------------------------- | -------------------------------------- | -------------------------------------- | -------------------------------------- | -------------------------------------- | -------------------------------------- |
| Positie                                | 34                                     | 25                                     | 27                                     | 28                                     | 25                                     | 19                                     | 13                                     | 10                                     | 6                                      | 4                                      | 4                                      | 4                                      |
| Week                                   | 13                                     | 14                                     | 15                                     | 16                                     | 17                                     | 18                                     | 19                                     | 20                                     | 21                                     | 22                                     | 23                                     |                                        |
| Positie                                | 4                                      | 3                                      | 5                                      | 10                                     | 13                                     | 17                                     | 13                                     | 18                                     | 28                                     | 35                                     | 39                                     | uit                                    |

### Single Top 100
| Hitnotering: 18-02-2012 t/m 01-09-2012 | Hitnotering: 18-02-2012 t/m 01-09-2012 | Hitnotering: 18-02-2012 t/m 01-09-2012 | Hitnotering: 18-02-2012 t/m 01-09-2012 | Hitnotering: 18-02-2012 t/m 01-09-2012 | Hitnotering: 18-02-2012 t/m 01-09-2012 | Hitnotering: 18-02-2012 t/m 01-09-2012 | Hitnotering: 18-02-2012 t/m 01-09-2012 | Hitnotering: 18-02-2012 t/m 01-09-2012 | Hitnotering: 18-02-2012 t/m 01-09-2012 | Hitnotering: 18-02-2012 t/m 01-09-2012 | Hitnotering: 18-02-2012 t/m 01-09-2012 | Hitnotering: 18-02-2012 t/m 01-09-2012 | Hitnotering: 18-02-2012 t/m 01-09-2012 | Hitnotering: 18-02-2012 t/m 01-09-2012 | Hitnotering: 18-02-2012 t/m 01-09-2012 |
| Week                                   | 1                                      | 2                                      | 3                                      | 4                                      | 5                                      | 6                                      | 7                                      | 8                                      | 9                                      | 10                                     | 11                                     | 12                                     | 13                                     | 14                                     | 15                                     |
| -------------------------------------- | -------------------------------------- | -------------------------------------- | -------------------------------------- | -------------------------------------- | -------------------------------------- | -------------------------------------- | -------------------------------------- | -------------------------------------- | -------------------------------------- | -------------------------------------- | -------------------------------------- | -------------------------------------- | -------------------------------------- | -------------------------------------- | -------------------------------------- |
| Positie                                | 50                                     | 40                                     | 31                                     | 28                                     | 30                                     | 15                                     | 17                                     | 10                                     | 8                                      | 5                                      | 5                                      | 6                                      | 9                                      | 4                                      | 11                                     |
| Week                                   | 16                                     | 17                                     | 18                                     | 19                                     | 20                                     | 21                                     | 22                                     | 23                                     | 24                                     | 25                                     | 26                                     | 27                                     | 28                                     | 29                                     |                                        |
| Positie                                | 29                                     | 29                                     | 23                                     | 22                                     | 36                                     | 43                                     | 34                                     | 49                                     | 62                                     | 53                                     | 73                                     | 55                                     | 70                                     | 78                                     | uit                                    |

### NPO Radio 2 Top 2000
| Nummer met noteringen in de NPO Radio 2 Top 2000 | '12 | '13  |
| ------------------------------------------------ | --- | ---- |
| Next to Me                                       | 970 | 1169 |

1. ↑  Een vetgedrukt getal geeft de hoogste notering aan.
2. ↑  2012 was het eerste jaar met een notering voor dit nummer.
3. ↑  Deze tabel is bijgewerkt tot en met de laatste editie (2024).